# 樂卡地平
樂卡地平（英語：Lercanidipine）以商品名Zanidip等於市面銷售，是一種抗高血壓藥。它屬於1,4-二氫吡啶類鈣通道阻滯劑，透過放鬆和擴張血管來發揮作用，讓血液在全身更自由循環，而達到降低血壓並讓心臟更有效運作的目的。
該藥物作用較舊型1,4-二氫吡啶藥物為緩慢，可能具有較少的副作用，但與其他藥物交互作用的可能性相對較高。

## 醫療用途
樂卡地平用於治療原發性高血壓（指一種不具有可識別原因的高血壓形式。它是最常見的高血壓類型，約95％的高血壓患者為此類型）。
樂卡地平似乎是治療有腎臟問題，同時又罹患有高血壓個體的良好藥物。

## 禁忌症
有不穩定型心絞痛的個體禁用此藥物（與禁用其他1,4-二氫吡啶類藥物相同）。樂卡地平禁用於無法控制的心臟衰竭、心肌梗塞發作後不久以及心室出口道阻塞的患者。懷孕期間和可能懷孕的婦女使用，因為缺乏有關胎兒安全性的數據，以及患有嚴重肝腎功能不全的患者均同樣禁用。
本藥不得與強效細胞色素CYP3A4抑制劑或免疫抑制劑環孢素合併使用。

## 不良影響
人體對於樂卡地平通常耐受性良好，只有1.7%的藥物使用者因為副作用而停止用藥。典型的副作用與此類其他1,4-二氫吡啶類藥物相似，包括頭痛、頭暈、心跳過速、心悸、臉部潮紅和水腫。過敏反應發生率不到萬分之一。
樂卡地平與第一代1,4-二氫吡啶類藥物（如硝苯地平）相比，引起的水腫明顯較少。在其他副作用方面，尚無定論：一項將樂卡地平與第一代此類藥物進行比較的研究發現，頭痛和臉部潮紅的頻率並無差異，而在另一項研究中，結論是從氨氯地平、非洛地平或尼群地平（至少都是第二代藥物）改用樂卡地平後，不良反應有顯著減少。

## 過量
有過量服用藥物的報告（劑量高達通常治療劑量的80倍）。發生的症狀包括嚴重低血壓和反射性心搏過速。由於心臟房室結中的鈣通道受到阻滯，也可能導致心跳過緩。於此，除監測血壓和心臟功能外，沒有其他治療方法。血液透析可能無效，因為大部分樂卡地平會與血漿蛋白和磷脂雙分子層結合。

## 與其他藥物交互作用
此藥物由肝臟細胞色素CYP3A4代謝。在一項研究中的發現強效CYP3A4抑制劑酮康唑會導致樂卡地平使用者的最大血漿濃度增加8倍，曲線下面積增加15倍。而在另一研究的發現是環孢素導致樂卡地平的血漿濃度增加3倍。其他CYP3A4抑制劑，如伊曲康唑、紅黴素和葡萄柚汁，也有增加樂卡地平血漿濃度的可能，而升高抗高血壓的作用。.相反的，CYP3A4誘導劑（例如卡馬西平、利福平和草藥貫葉連翹）可能會降低樂卡地平的血漿水平和有效性。相較之下，氨氯地平與CYP3A4介導的相互作用的可能性較低。
樂卡地平可增加環孢素和地高辛的血漿濃度。

## 藥理學

### 作用機轉
樂卡地平可阻斷血管平滑肌細胞中的L型鈣通道，使其鬆弛，進而降低血壓，與其他1,4-二氫吡啶類鈣通道阻斷劑作用一樣。樂卡地平與非1,4-二氫吡啶類鈣通道阻斷劑維拉帕米和地爾硫䓬相比，對房室結中的鈣通道沒有顯著作用，於此使用通常的治療劑量下不會將心率降低。

### 藥物動力學
樂卡地平經攝取後，在腸道受到緩慢但完全的吸收。由於廣泛的首過效應，此藥物的總生物利用度為10%，如果在攝取富含油脂餐飲後服用藥物，生物利用度可提升到達40%。 1.5至3小時後的血漿濃度達到峰值。藥物會迅速分佈到組織中並與磷脂雙分子層結合，形成一儲層。循環的部分則幾乎完全（>98%）與血漿蛋白結合。
藥物主要透過肝臟的CYP3A4完全代謝，生物半衰期為8～10小時，藥物不會在人體蓄積。由於前述的儲層效應，藥物的降血壓作用可持續至少24小時。50%經由尿液排出。

## 化學
樂卡地平是一種淺黃色結晶粉末（磷酸鹽），晶型I的熔點為197至201°C（387至394°F），晶型II的熔點為207至211°C（405至412°F）。它易溶於氯仿和甲醇，但幾乎不溶於水。這種高親脂性（與舊的1,4-二氫吡啶相比）是特意為之，可讓此藥物與磷脂雙分子層結合，而維持更長的作用時間。
樂卡地平分子具有一個不對稱碳原子。雖然 S-對映體比R-對映體更有效，但市售製劑含有兩者1:1的混合物（即外消旋體）。
| 樂卡地平對映體                           | 樂卡地平對映體                           |
| ---------------------------------------- | ---------------------------------------- |
| (R)-lercanidipin CAS number: 185197-70-0 | (S)-lercanidipin CAS number: 185197-71-1 |

### 體液檢測
樂卡地平在人體的血漿濃度可用液相層析法-質譜聯用檢測。

## 文化與社會
此藥物於1984年於美國獲得專利，並於1997年首次在英國被批准用於醫療用途。而美國食品藥物管理局（FDA）拒絕批准該藥物做醫療用途，樂卡地平並未在美國上市。。
此藥物已被列入世界衛生組織基本藥物標準清單之中。

## 進一步閱讀
- Lin TH, Voon WC, Yen HW, Huang CH, Su HM, Lai WT, Sheu SH. . The Kaohsiung Journal of Medical Sciences. April 2006, 22 (4): 177–183. PMID 16679299. doi:10.1016/S1607-551X(09)70304-3 .
- Martinez ML, Lopes LF, Coelho EB, Nobre F, Rocha JB, Gerlach RF, Tanus-Santos JE. . Journal of Cardiovascular Pharmacology. January 2006, 47 (1): 117–122. PMID 16424795. S2CID 13406385. doi:10.1097/01.fjc.0000196241.96759.71 .
- Agrawal R, Marx A, Haller H. . Journal of Hypertension. January 2006, 24 (1): 185–192. PMID 16331117. S2CID 3256629. doi:10.1097/01.hjh.0000198987.34588.11.

## 外部連結
- DDB 31597